# Centre des congrès de Reims
Pour les articles homonymes, voir Palais des congrès et Centre de congrès.
Le Centre des Congrès de Reims, avec son architecture contemporaine misant sur la lumière, est situé au bord du canal. Sa grande verrière au nord donne sur le Parc de la Patte d'oie.

## Historique
Le centre des congrès de Reims a été Initialement imaginé  dans le quartier du Boulingrin en lieu et place des Halles. Mais le classement en 1990 par Jack Lang du bâtiment des Halles l’en a empêché. La municipalité a reporté son projet de création aux bords du canal, en lieu et place des Régates rémoises et du Cercle nautique rémois, pour garder une proximité avec la gare. C’est le Conseil municipal du 5 février 1990 qui décide la réalisation du Centre des congrès au bas du parc de la Patte d’oie. La construction débute en 1992, et se termine en 1994, après deux ans de travaux et un investissement de 55,5 M€. Le Centre des congrès Reims-Champagne est inauguré par Édouard Balladur, Premier ministre, le 30 septembre 1994.

## Description
Le Centre des congrès a été conçu par l’architecte Claude Vasconi. Il présente son projet comme « un vaisseau élancé, amarré au bord du canal et le long de l’autoroute ». Le bâtiment repose sur la création structurelle de 250 pieux en béton ancrés à 18 m de profondeur et d'une paroi moulée étanche face à la nape phréatique à moins de 2 mètres de profondeur. Toute la facade donnant sur le parc est vitrée. Le bâtiment a la particularité d'être à cheval d'une part, coté canal, sur le boulevard Maurice et Henri Noirot et d'autre part sur l'extrémité du parc de la Patte d'oie.

## Infrastructures
D'architecture contemporaine le centre de congrès de Reims accueille de multiples formats de rencontres professionnelles, salons professionnels et évènementielles (congrès, séminaires, colloques, conférences…). Il dispose d'un parking souterrain de 232 places et d'un parking exposants de 75 places. Il est situé au débouché des autoroutes A4 et A26, et à 10' à pied de la gare de Reims Centre. 
D'une superficie de 15 000m² sur 3 niveaux, il propose 2 amphithéâtres de 350 à 700 places en béton brut, de 3 espaces d’expositions, de 12 salles de commissions et de 2 espaces de restauration.